# Marin Rozić
Marin Rozić (Moatar, 14 de Fevereiro de 1983) é um basquetebolista profissional croata, atualmente joga no KK Cibona.

## Carreira
Rozic representou a Seleção Croata de Basquetebol nas Olimpíadas de 2008, que ficou em 6º lugar.